# باربی‌های سیاه‌پوست (ترانه)
«باربی‌های سیاه‌پوست» (به انگلیسی: Black Barbies) ترانه‌ای از رپر نیکی میناژ و تهیه‌کننده مایک ویل مید ایت می‌باشد. این قطعه یک ریمیکس از «بیتلز سیاه» می‌باشد که تهیه‌کنندگی آن را مایک ویل مید ایت بر عهده داشته و توسط ری شرومرد به‌همراهٔ گوچی مان اجرا شده‌است. نسخهٔ خام این ترانه را در ۱۵ نوامبر سال ۲۰۱۶ در ساندکلود منتشر نمود. «باربی‌های سیاه‌پوست» کمی بعدتر میکس شد و در ۳۰ نوامبر سال ۲۰۱۶ به‌طور رسمی برای خرید دیجیتال عرضه شد.
راب شفیلد از رولینگ استون، این ترانه را در رتبهٔ ۴۹ فهرست ۵۰ ترانهٔ برتر سال خود قرار داد.